# War of Jenkins’ Ear
Der War of Jenkins’ Ear (Englisch für Krieg um Jenkins’ Ohr) bzw. Guerra del Asiento (Spanisch für Asiento-Krieg) war ein Kolonialkrieg zwischen Großbritannien und Spanien, der von 1739 bis 1742 stattfand. Er ist nach dem abgeschnittenen Ohr des Handelskapitäns Robert Jenkins benannt, das dieser als Beweis für gewaltsame spanische Übergriffe gegen britische Seefahrer 1738 dem britischen Parlament vorlegte.
Der von den Briten in der Karibik und den südlichen Kolonien Nordamerikas geführte Krieg diente dem Ziel, die spanische Vormachtstellung im westindischen Raum zu brechen und den spanischen Überseehandel auszuschalten. Bei ihren Angriffen auf spanische Stützpunkte errangen die Briten mit der Einnahme des spanischen Portobelo aber nur im ersten Kriegsjahr einen signifikanten Erfolg. Nachdem alle weiteren, im Zusammenwirken von Einheiten der Flotte und Landungstruppen der britischen Infanterie als amphibische Unternehmen durchgeführten Aktionen scheiterten und das britische Expeditionskorps durch Guerilla-Aktionen und Tropenkrankheiten immer weiter zusammengeschmolzen war, wurden die Kämpfe im Verlauf des Jahres 1742 schließlich ergebnislos eingestellt. An den britischen Sieg von Portobelo erinnert noch heute die Straßenbezeichnung „Portobello Road“ in London.

## Vorgeschichte und Nomenklatur
Schon bald nach dem Frieden von Utrecht (1713) hatten die Briten begonnen, den Asiento, in dem Spanien der britischen South Sea Company das ausschließliche Recht zum Import von Sklaven in die südamerikanischen Kolonialgebiete Spaniens zugesichert hatte, auch zum ausgedehnten Schmuggel zu nutzen. Der Versuch der Spanier, diesen Schmuggelhandel zu unterbinden und britische Schiffe durch die Guarda-Costa (spanische Küstenwachboote) nach Konterbande durchsuchen zu lassen, führte zu Spannungen zwischen Spanien und Großbritannien. Als der britische Handelskapitän Robert Jenkins schließlich im März 1738 sein in Alkohol eingelegtes Ohr vor dem britischen Parlament präsentierte und angab, dass ihm dieses 1731 von einer spanischen Küstenpatrouille abgeschnitten worden sei, heizte sich die ohnehin latente anti-spanische Stimmung in Großbritannien weiter auf. Obwohl ein vom britischen Premierminister Robert Walpole und dem spanischen Botschafter ausgearbeitetes Abkommen, nach dem sich Spanien zur Zahlung einer hohen Entschädigungssumme für widerrechtlich beschlagnahmte britische Schiffsladungen verpflichtete, im Januar 1739 ratifiziert wurde (sogenannte „Konvention von El Pardo“), kam es nach einer britischen Flottendemonstration vor der spanischen Küste (Admiral Nicholas Haddock) zur Aufkündigung des Asiento durch die spanische Regierung und im Oktober 1739 zu Kriegserklärungen zwischen den beiden Staaten.
Die Bezeichnung für den Konflikt wurde 1858 von dem Essayisten und Historiker Thomas Carlyle geprägt, einhundertzehn Jahre nach dem Ende der Feindseligkeiten. Carlyle erwähnte das Ohr an mehreren Stellen in seiner Geschichte Friedrichs II. (1858), insbesondere in Buch XI, Kapitel VI, wo er speziell auf den „War of Jenkins's Ear“ Bezug nimmt.

## Verlauf

### Der westindische Kriegsschauplatz

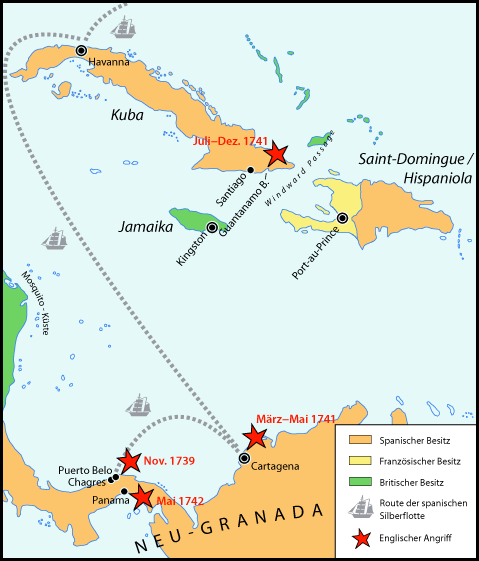
Der westindische Kriegsschauplatz

Da die Briten den Spaniern (und ihren potentiellen Verbündeten, den Franzosen) in Europa an Truppenstärke weit unterlegen waren, versprach allein ein gegen den spanischen Handel in Übersee geführter Schlag Erfolg. Kernstück dieses Handels war die spanische Silberflotte, die auf den Messen von Portobelo und Cartagena südamerikanisches Silber aufnahm und nach einem Zwischenhalt in Havanna, der letzten Versorgungsstation vor der Atlantiküberquerung, ins spanische Mutterland brachte. Um die Silbertransporte nach Spanien möglichst effektiv zu stören, war die Einnahme eines dieser Handelsstützpunkte durch britische Truppen notwendig.
Nachdem sich die Kriegspläne der britischen Regierung zunächst auf Havanna und Cartagena konzentriert hatten, gelang dem britischen Vizeadmiral Edward Vernon in einem Überraschungscoup am 21. November 1739 die Einnahme des spanischen Portobelo. Da Vernon alle Verteidigungsanlagen durch seine Soldaten schleifen ließ, blieb der Platz nach der Rückkehr der Briten nach Jamaika schutz- und wertlos zurück. Nur kurze Zeit später gelang Vernon dasselbe mit der Festung San Lorenzo an der Mündung des Río Chagres, so dass Spanien schon in den ersten Monaten des Krieges alle seine Stützpunkte an der Landenge von Panama verloren hatte.
Als Anfang Januar 1741 eine Reihe von eigens über den Atlantik transportierten britischen Infanterieregimentern auf Jamaika eintraf, waren erstmals auch Angriffe auf größere spanische Stützpunkte möglich. Da Havanna zu weit von Jamaika entfernt lag, um beide dauerhaft verteidigen zu können, erschien ein Angriff auf Cartagena am erfolgversprechendsten. Während Vizeadmiral Vernon die britische Flotte befehligte, stand die – durch Truppenaushebungen in den nordamerikanischen Kolonien verstärkte – britische Infanterie unter dem Kommando von General Thomas Wentworth. Auf Seiten der Verteidiger führte der spanische Admiral Blas de Lezo das Kommando. Am 9. März begannen die Briten ihre Belagerung von Cartagena. Im Verlauf der Aktion stellte sich aber heraus, dass die Briten nicht nur ihren Gegner unterschätzt hatten, sondern sich auch erhebliche Schwierigkeiten bei dem kombinierten Einsatz ihrer See- und Landstreitkräfte ergaben. Nach starken Verlusten wurde der Angriff am 9. Mai 1741 schließlich erfolglos abgebrochen.

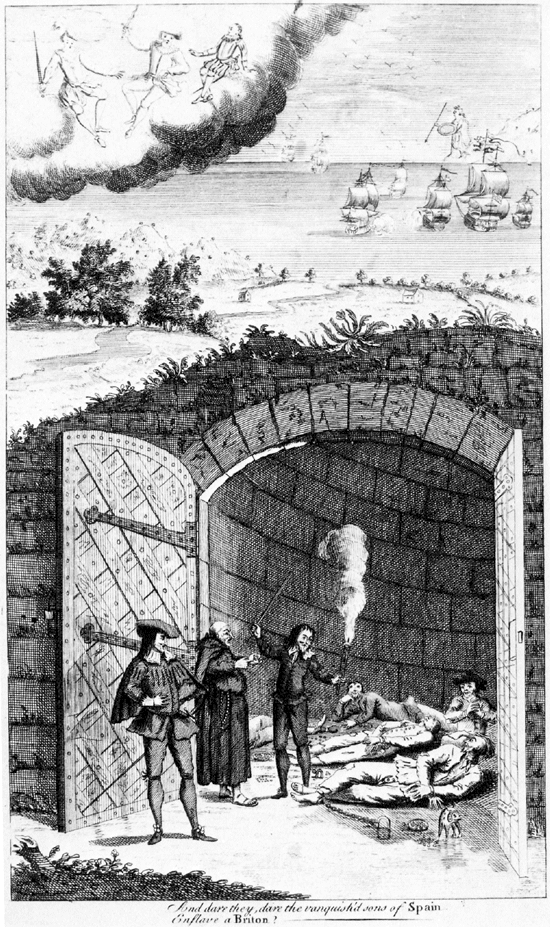
Britische Seeleute liegen in einem spanischen Gefängnis in der Karibik. Auf einer Wolke sitzend rufen die Geister der Admiräle Cavendish, Raleigh und Blake britische Kriegsschiffe zur Verteidigung des Handels herbei (engl. Karikatur, 1738)

Als nächstes Angriffsziel rückte der Hafen Santiago de Cuba ins Blickfeld der kombinierten britischen Streitkräfte, da sich von dort aus die strategisch wichtige Windward Passage zwischen dem spanischen Kuba und dem französischen Teil der Insel Hispaniola kontrollieren ließ. Da die starken Befestigungen Santiagos und die enge Hafeneinfahrt eine Einnahme von See unmöglich erscheinen ließen, entschlossen sich die Briten zu einer Landung in der Bucht von Guantanamo. Am 23. Juli 1741 gingen britische Truppen unter General Wentworth an Land, mussten jedoch bald erkennen, dass der geplante Angriff von dieser Stelle aus wegen der schlechten Wegeverhältnisse unmöglich war. Stattdessen wurde beschlossen, eine dauerhafte britische Basis nördlich der Landungsstelle einzurichten. Während der Befestigungsarbeiten an dem Lager im Landesinneren und der Ankerstelle in der Bucht fielen jedoch immer mehr Soldaten den grassierenden Tropenkrankheiten zum Opfer, so dass das Unternehmen im Dezember schließlich aufgegeben werden musste und die übrig gebliebene britische Streitmacht wieder nach Jamaika zurückkehrte.
Im Januar beschlossen die inzwischen durch neue Truppen aus Europa verstärkten Briten einen Angriff auf das spanische Panama. Zu diesem Zweck sollte zunächst Portobelo eingenommen werden, um dann in Richtung Süden nach Panama vorzurücken. Wie die beiden vorangegangenen Angriffe gegen Cartagena und Santiago de Cuba entwickelte sich das am 5. März 1742 eingeleitete Unternehmen jedoch schnell zu einem Desaster. Aufgrund eines vorschnellen Angriffs der Flotteneinheiten unter Vizeadmiral Vernon auf Portobelo (der ursprüngliche Plan sah einen Angriff durch Infanterie von der Landseite aus vor) konnte die dort stationierte Garnison fliehen und Panama gewarnt werden. Daraufhin musste das Unternehmen bereits Ende März 1742, also rund einen Monat nach Beginn der Aktion, als aussichtslos abgebrochen werden.

### Die Rolle Frankreichs
Durch die enge Verbindung Spaniens mit Frankreich (Bourbonischer Familienpakt) wurde auch Frankreich in den Konflikt hineingezogen. Auf die Entsendung der britischen Flottenverbände reagierte Kardinal Fleury mit der seinerseitigen Entsendung einer französischen Flotte unter Admiral Antoine-François de Pardaillan de Gondrin nach Westindien, die allerdings – nachdem sie lange vor Saint Domingue gelegen hatte, um sich mit der spanischen Flotte zu vereinigen – durch Seuchen und Nachschubschwierigkeiten gezwungen wurde, kampflos nach Frankreich zurückzukehren. In der Folge kam es zu keiner weiteren Unterstützung Spaniens durch Frankreich und damit de facto zu einem Waffenstillstand Großbritanniens mit Frankreich zur See, der von 1741 bis 1744 anhielt.

### Die Auseinandersetzungen in Georgia und Florida
Die Gründung der britischen Kolonie Georgia im Jahre 1733 hatte den Briten zur Erreichung unterschiedlicher Ziele gedient. Neben kaufmännischen (Anpflanzung von Maulbeerbäumen und Produktion von Seide, Flachs und Hanf) und philanthropischen Argumenten (Ansiedlung von entlassenen Strafgefangenen aus britischen Schuldgefängnissen und in Europa verfolgten Protestanten) ging es dabei vor allem um den Schutz der ökonomisch wertvollen britischen Kolonie South Carolina gegen die Spanier in Florida und die Franzosen in Louisiana. Nachdem die Spanier bereits 1735 einen Überraschungsangriff gegen Savannah ausgeführt hatten, begann James Edward Oglethorpe, der zu dieser Zeit in Georgia die Machtbefugnisse eines Gouverneurs ausübte, mit dem planmäßigen Ausbau einer Verteidigungslinie und der Aushebung von Truppen zum Schutze der jungen Kolonie. Nachdem die westliche Flanke durch Verträge mit dort ansässigen Indianerstämmen gesichert war, konnte Oglethorpe nach Ausbruch des britisch-spanischen Krieges zu einer aggressiven Politik gegen Florida übergehen. Am 1. Januar 1740 begannen die Briten mit ihrem Angriff auf Florida. Trotz großen Aufwands an Truppen und Material scheiterte die am 31. Mai 1740 begonnene Belagerung des spanischen St. Augustine, als die Spanier Anfang Juli Verstärkung aus Havanna erhielten. Damit endete das britische Unternehmen genauso erfolglos, wie ein zwei Jahre später vorgetragener Gegenangriff der Spanier auf Georgia (Juli 1742).

## Lissabon-Verhandlungen
Ab August 1746 begannen die Verhandlungen in der Stadt Lissabon im neutralen Portugal, um eine Friedensregelung zu erreichen. Der Tod Philipps V. von Spanien hatte seinen Sohn Ferdinand VI. auf den Thron gebracht, und er war eher bereit, sich in Handelsfragen zu versöhnen. Aufgrund ihrer Verpflichtungen gegenüber ihren österreichischen Verbündeten waren die Briten jedoch nicht in der Lage, den spanischen Territorialforderungen in Italien zuzustimmen, und die Gespräche wurden abgebrochen.

## Ausklang und Folgen
Nach dem abgebrochenen Angriffsversuch der Briten auf Panama im März 1742 bestand das britische Expeditionskorps in der Karibik nur noch aus rund 1.500 einsatzbereiten Männern. Weitere Angriffe auf spanische Stützpunkte im westindischen Raum waren damit aussichtslos geworden. Während der Befehlshaber der Infanterie, General Wentworth, eine Verlegung seiner Truppen nach Georgia vorschlug, setzte sich schließlich Vizeadmiral Vernon mit seinem Vorschlag durch, alle einsatzbereiten Männer auf die ihm unterstehenden Kriegsschiffe zu verteilen. Zu einer Lösung der offenen Georgia-Frage kam es offiziell erst durch den Vertrag von Aachen im Jahr 1748. Deshalb tauchen in der Literatur auch häufig unterschiedliche Jahreszahlen für das Ende des Krieges auf. Mit der Auflösung des britischen Expeditionskorps im Jahre 1742 kann der als „War of Jenkins’ Ear“ bezeichnete Konflikt in Übersee aber als beendet gelten.
In der Folgezeit begannen die Briten in der Karibik einen groß angelegten Kaperkrieg und unterbanden damit die großen Edelmetall-Transporte aus den spanischen Kolonien ins Mutterland nahezu vollständig. Gleichzeitig blühten der britische und der niederländische Schmuggelhandel auf.
In Europa wurde die Konfrontation der großen Kolonialmächte noch 1740 durch den Ausbruch des Österreichischen Erbfolgekrieges (1740–1748) überschattet.

## Zeittafel
- 1738
  - März: Kapitän Jenkins präsentiert dem britischen Unterhaus sein abgeschnittenes Ohr.

- 1739
  - Oktober: Offizielle Kriegserklärung Großbritanniens an Spanien
  - November: Einnahme von Puerto Belo und Chagre durch Admiral Vernon

- 1740
  - Januar: Britische Truppen aus Georgia unter Colonel James Oglethorpe belagern St. Augustine, Florida.
  - Juli: Infolge des Eingreifens spanischer Truppen aus Havanna bricht Oglethorpe die Belagerung von St. Augustine ab
  - November: Eine Flotte mit insgesamt zehn britischen Regimentern an Bord bricht in die Karibik auf, wird aber durch schlechtes Wetter mehrmals aufgehalten.
  - November: Frankreich entsendet einen Flottenverband von 22 Schiffen unter Admiral d'Antin zur Unterstützung der Spanier nach Westindien.

- 1741
  - Januar: Das britische Expeditionskorps trifft auf Jamaika ein.
  - März–Mai: Zweimonatige erfolglose Belagerung der spanischen Festung Cartagena de Indias durch die Briten
  - Juli–Dezember: Ebenfalls erfolgloser Versuch der Einnahme von Santiago und Errichtung einer britischen Basis auf Kuba durch die Briten

- 1742
  - Januar: Durch Krankheiten sind die britischen Truppen inzwischen auf vier Regimenter zusammengeschmolzen.
  - Mai: Scheitern eines britischen Versuchs, Panama durch frische Truppen aus Großbritannien einzunehmen
  - Juli: Ein spanischer Gegenangriff auf Georgia wird von den Briten zurückgewiesen.

- 1743
  - März: Britische Truppen versuchen, in La Guaira einzufallen, werden jedoch besiegt.
  - April: Die Briten versuchen, in Puerto Cabello einzudringen, aber sie werden wieder besiegt.

- 1748
  - April–Oktober: Die britische Flotte greift die Kolonie Kuba an, mit einer Niederlage in Santiago de Cuba und einem taktischen Sieg bei Havanna.
  - Oktober: Frieden von Aachen